# 塞西爾·凱利臨界事故
塞西爾·凱利臨界事故（Cecil Kelley criticality accident）發生於1958年12月30日美國新墨西哥州洛斯阿拉莫斯的洛斯阿拉莫斯國家實驗室（LANL）。這是全球已知60起核反應器或試驗控制條件之外發生的臨界事故之一，也是1958年發生第三次臨界事故，此前兩次是6月16日在田納西州橡樹嶺的Y-12國家安全大樓臨界事故以及10月15日南斯拉夫文察核子科學研究所臨界事故。事故涉及溶解在液體化學試劑中的鈽化合物。化學品操作員塞西爾·凱利（Cecil Kelley）因嚴重輻射中毒於35小時之後逝世。

## 過程
發生異常時，塞西爾·凱利正站在梯子上，透過觀察窗觀察混合罐中的物品。實驗室裡的另外兩名技術人員看到一道明亮的藍光閃過，接著發出悶響。爆炸可能導致凱利倒下，也可能將他從梯子上撞倒。他突然站了起來，迷失了方向，顯然是關掉了攪拌機，然後又打開了，然後跑出大樓。其他技術人員發現塞西爾·凱利在戶外處於共濟失調（肌肉運動不協調）狀態，並重複著這句話：「我要燒起來了！」
由於混合罐發生偏離的可能性被認為幾乎不存在，技術人員斷定塞西爾·凱利一定是暴露在α衰變輻射、酸浴或兩者之下，其中一人帶他去化學淋浴，而另一人關掉了攪拌器。其他工作人員幾分鐘後趕到現場，發現凱利幾乎失去意識。他臉上的亮粉色顯示了急性放射線症候群引起的紅斑。
洛斯阿拉莫斯發生的任何涉及放射性物質的事故都需要由輻射監測人員小組立即進行調查。甚至在凱利被送往急診室之前，這些工作人員就開始用能夠評估逸出鈽的α衰變輻射的探測器檢查混合室。如果有任何鈽混合物從儲槽中逸出，α衰變輻射就會廣泛存在，但目前並未發現任何洩漏。十八分鐘後，團隊開始尋找γ輻射，並驚訝地發現混合罐附近有強烈的γ輻射，大約每小時幾十拉德。如此強烈的γ輻射只能由大量的核裂變產生；這一點，加上另外兩名技術人員報告的無法解釋的閃光，足以證實發生了臨界事故。

## 死亡
在事故發生後的第一個小時四十分鐘內，凱利語無倫次，並經歷了一陣劇烈的嘔吐和乾嘔。隨後，他的病情穩定下來，能夠再次正常交談，並可以測量脈搏和抽血。血液樣本顯示，凱利受到了約9戈雷的快中子和27戈雷的伽馬射線輻射；總計36戈雷。儘管急診室的醫務人員採取了哌替啶和嗎啡等措施來緩解他的疼痛，但先前對動物輻射暴露的研究表明，凱利的死亡是不可避免的。六個小時內，他的淋巴球幾乎全部消失了。事故發生24小時後進行的骨骼切片顯示骨髓呈水樣，且不含紅血球。多次輸血均未產生持久的幫助效果：35小時後，在經歷了最後一次劇烈的煩躁、激動、出汗、皮膚變得蒼白、脈搏不規則之後，凱利死於心臟衰竭。